# Inonotus sideroides
Inonotus sideroides är en svampart som först beskrevs av Joseph-Henri Léveillé, och fick sitt nu gällande namn av Ryvarden 2005. Inonotus sideroides ingår i släktet Inonotus och familjen Hymenochaetaceae.   Inga underarter finns listade i Catalogue of Life.